# یواس‌اس پالائو (سی‌وی‌ئی-۱۲۲)
یواس‌اس پالائو (سی‌وی‌ئی-۱۲۲) (به انگلیسی: USS Palau (CVE-122)) یک کشتی بود که طول آن ۵۵۷ فوت (۱۷۰ متر) بود. این کشتی در سال ۱۹۴۵ ساخته شد.